# Elezioni europee del 2004 nei Paesi Bassi
Le elezioni europee del 2004 nei Paesi Bassi si sono tenute il 10 giugno.

## Risultati
| Liste  | Liste                                           | Gruppo    | Voti      | %     | Seggi |
| ------ | ----------------------------------------------- | --------- | --------- | ----- | ----- |
|        | Appello Cristiano Democratico                   | PPE-DE    | 1.164.431 | 24,43 | 7     |
|        | Partito del Lavoro                              | PSE       | 1.124.549 | 23,60 | 7     |
|        | Partito Popolare per la Libertà e la Democrazia | ALDE      | 629.198   | 13,20 | 4     |
|        | Sinistra Verde                                  | Verdi/ALE | 352.201   | 7,39  | 2     |
|        | Europa Trasparente                              | Verdi/ALE | 349.156   | 7,33  | 2     |
|        | Partito Socialista                              | GUE/NGL   | 332.326   | 6,97  | 2     |
|        | Unione Cristiana - Partito Politico Riformato   | IND/DEM   | 279.880   | 5,87  | 2     |
|        | Democratici 66                                  | ALDE      | 202.502   | 4,25  | 1     |
|        | Partito per gli Animali                         | -         | 153.432   | 3,22  | -     |
|        | Lista Pim Fortuyn                               | -         | 121.509   | 2,55  | -     |
|        | Partito per il Nord                             | -         | 18.234    | 0,38  | -     |
|        | Nuova Destra                                    | -         | 15.732    | 0,33  | -     |
|        | Altri <10.000 voti                              | -         | 22.527    | 0,47  | -     |
| Totale | Totale                                          | Totale    | 4.765.677 |       | 27    |